# INSEE
Institutul Național de Statistică și Studii Economice (franceză Institut national de la statistique et des études économiques), abreviat INSEE (pronunție în franceză [inse]), este biroul național de statistică francez. INSEE colectează și publică informații despre economia franceză și oameni, și efectuează periodic recensăminte național. Cu sediul în Paris, este filiala franceză a Eurostat. INSEE a fost creat în 1946 ca un succesor al SNS din regimului de la Vichy.

## Scopul
INSEE este responsabil pentru producerea și analiza statisticii oficiale în Franța. Printre cele mai cunoscut responsabilități sale includ:
- Organizarea și publicarea națională de recensăminte.
- Producerea de diverse indicii – care sunt larg recunoscute ca fiind de o calitate excelenta – inclusiv indicele de inflație utilizat pentru determinarea costului chiriilor și costurile asociate cu construcția.
- Eurostat utilizează statisticile INSEE în combinație cu cele ale altor agențiile naționale de statistică pentru a compila statistici comparabile pentru UE ca un întreg. De asemenea, este unanim recunoscut ca reprezentând Franța la întrebări internaționale de statistică.

## Organizarea
INSEE este responsabilitatea MINEFI, Ministerul francez de Finanțe. Actualul director este Jean-Luc Tavernier. Cu toate acestea, Eurostat consideră INSEE ca un organism independent, deși acest lucru nu este menționat în lege.

### Didactice și de cercetare
De cercetare și de predare pentru INSEE se ocupă GENE, sau Grup de Școli Naționale de Economie și Statistică (franceză: Groupe des Écoles Nationales d'Économie et Statistique), care include:
- ENSAE (L'École nationale de la statistique et de l'odministration économique), un grande école care pregătește administratori și ingineri specializați în statistică, economie și finanțe.
- ENSAI, (L'École nationale de la statistique et de l'onalyse de l'amnformation), o scoala de inginerie.

## Coduri și sistemul de numerotare
INSEE dă coduri de indexare numerice (franceză: les Coduri INSEE) la diverse entități în Franța:
- coduri INSEE (cunoscut sub numele de COG) sunt date de la diferite unități administrative, în special cea franceză comune (acestea nu coincid cu coduri poștale). "Complet", a codului de 8 cifre și 3 spații de interior, dar nu este un popular "simplificat" codul cu 5 cifre și nu există spațiu în:
  - 2 cifre (département) și 3 cifre (comuna) pentru 96 de departamente din Franța Metropolitană.
  - 3 cifre (département sau colectivitate) și 2 cifre (comuna) pentru departamentele de peste Mări, de peste Mări, Colectivităților Teritoriale și Țările și Teritoriile de peste. Vezi de asemenea și: fr:Cod INSEE#Cod comunale.
- INSEE numere (13 cifre + o de două cifre cheie) sunt națională numerele de identificare dat de oameni. Formatul este după cum urmează: syymmlllllooo kk, unde
  - s este 1 pentru masculin și 2 pentru feminin pentru un număr permanent; este 7 pentru un mascul, 8 pentru o femeie pentru un număr temporar,
  - yy reprezintă ultimele două cifre ale anului de naștere,
  - mm este luna de nastere sau un număr de peste 20 dacă data nașterii este necunoscut
  - lllll este ROTIȚĂ pentru locul de naștere,
  - ooo este un număr de ordine pentru a distinge oamenii fiind născut în același loc în același an și o lună.
  - "kk" este "cheie de control", egal cu 97-(restul de numărul modulo p.97).
Există excepții pentru persoanele în situații particulare.[2]
- SIRENA coduri sunt date pentru întreprinderi și asociații non-profit, SIRET, codurile lor, unitățile și facilități.[3]

## Istoria

### Statistici în Franța, înainte de INSEE
INSEE a fost precedată de mai multe agenții de statistică din Franța. În 1833, Biroul de Statistică (franceză: Biroul de la statistique) a fost creat de Adolphe Thiers. În 1840 a fost redenumit SGF sau Statistici Generale din Franța.
Sub conducerea lui Lucien Martie, SGF-a extins activitatea. Ea a început o anchetă a obiceiurilor de consum în 1907.
În 1920 , Alfred Sauvy a introdus un examen de admitere pentru recrutarea în SGF. René Carmille, un pionier al utilizării calculatoare, a fost cel care a pus bazele moderne ale organizației. În 1940, Demografice, de Servicii (Serviciu de la démographie) a fost creat în cadrul Ministerului de Finanțe, în scopul de a înlocui militare biroul de recrutare interzisă prin iunie 1940 Armistițiu cu Germania Nazistă. În scopul de a ascunde mai bine întreprinderile sale, Demografice, de Servicii de absorbit SGF, la 11 octombrie 1941. Noua organizație a fost numit SNS sau Serviciul Național de Statistică. Ca parte din această reorganizare, șase birouri noi au fost create în Nord (ocupat) zona a căror structură regională este menținut și astăzi în INSEE.
René Carmille creat o știință Aplicată de Școală (predecesorul actualului ENSAE) să tren special pentru membrii SNS.
Carmille lucrat pentru Vichy, Franța, dar el a fost de fapt un agent dublu pentru rezistența franceză. Din poziția sa în SNS-a sabotat Nazist recensământul din Franța, care a salvat un mare număr de Evrei din lagărele de concentrare. El a folosit, de asemenea, departamentul său pentru a ajuta la mobilizarea rezistenței franceze în Algeria. El a fost prins de către Naziști și trimis la Dachau , unde a murit în 1945.

### Crearea de INSEE
SNS a fost în cele din urmă transformat în INSEE de legea din 27 aprilie 1946, Institutul Național de Statistică și Studii Economice pentru metropolă și de peste mări a Franței (L 'institut national de la statistique et des études économiques pour la métropole et la France d' outre-mer).

### Lista de administrație
Aceasta este o listă de administrație al INSEE de la infiintarea sa:
- 1946-1961: Francis-Louis Closon
- 1961-1967: Claude Gruson
- 1967-1974: Jean Ripert
- 1974-1987: Edmond Malinvaud
- 1987-1992: Jean-Claude Miller La Degetul Mic
- 1992-2003: Paul Champsaur
- 2003-2007: Jean-Michel Charpin
- 2007-2012: Jean-Philippe Cotis
- 2012–0000: Jean-Luc Tavernier

## A se vedea, de asemenea,
- Observatoire National de la Pauvreté et de l ' Exclusion Sociale
- TVA

## Link-uri externe
- Site web oficial